# City Building Series
Die City Building Series bezeichnet eine Reihe von Aufbauspielen der Entwicklungsstudios Impressions Games und Tilted Mill Entertainment, in denen vor historischem Hintergrund Städte erbaut und verwaltet werden. Sierra Entertainment veröffentlichte einen Großteil der Spiele.

## Beschreibung
Das erste, Caesar, ließ den Spieler wie in den beiden Nachfolgern im Römischen Imperium in einer Zeitlinie Städte aufbauen, Kriege führen, und Handel treiben. Die grafische Qualität wurde dabei nach jedem Teil besser. Der Nachfolger von Caesar III war Pharao, wobei dasselbe System im alten Ägypten, hierbei nun aber mit anderer Struktur und Göttern fortgeführt. Hierbei erschien auch ein Add-on, welches die Zeitgeschichte bis zu Kleopatra weiterführte.
Herrscher des Olymp – Zeus, das darauf erschien, war wie das Add-on dazu im alten Griechenland angesiedelt, hatte aber, im Gegensatz zu den Vorgängern ein sehr comichaftes Aussehen.
Ab Zeus wurde das Aufbausystem der Reihe etwas verändert, in dem das Blocksystem, aus denen die Karten bestehen, auf 4 Block Wohnhäuser beschränkt wurde.
Dieses wurde in Der erste Kaiser noch fortgeführt, welches aber wieder eine wesentlich realistische Grafik hatte.

## Veröffentlichte Titel
- Römisches Reich:
  - Caesar (1992)
  - Caesar 2 (1995)
  - Caesar 3 (1998)
  - Caesar 4 (2006)
- Altes Ägypten:
  - Pharao (1999)
    - Königin des Nils: Kleopatra (2000, Add-on)

  - Immortal Cities: Kinder des Nils (2004)
    - Children of the Nile: Alexandria (2008, Add-on)

  - Immortal Cities: Nile Online (2009)
- Antikes Griechenland:
  - Herrscher des Olymp – Zeus (2000)
    - Herrscher von Atlantis: Poseidon (2001, Add-on)
- China:
  - Der erste Kaiser (2002)